# Yongji Shuiku
Yongji Shuiku (kinesiska: 永记水库) är en reservoar i Kina. Den ligger i provinsen Liaoning, i den nordöstra delen av landet, omkring 210 kilometer söder om provinshuvudstaden Shenyang. Yongji Shuiku ligger 13 meter över havet. Arean är 3,0 kvadratkilometer. Trakten runt Yongji Shuiku består till största delen av jordbruksmark. Den sträcker sig 2,4 kilometer i nord-sydlig riktning, och 2,0 kilometer i öst-västlig riktning.
Genomsnittlig årsnederbörd är 1 227 millimeter. Den regnigaste månaden är juli, med i genomsnitt 431 mm nederbörd, och den torraste är januari, med 10 mm nederbörd.